# Eckes-Granini Group
Eckes AG er et holdingselskab for tyske Eckes-Granini Group, en producent af frugtsaft med hovedkvarter i Nieder-Olm. Eckes blev etableret i 1857 og er en familiejet virksomhed.
Eckes-Granini Group producere frugtsaft, frugtdrikke, frugtsirup og andre frugtholdige drikkevarer. De driver virksomhed i 80 lande og deres mærker omfatter Granini, Pago, Joker, SIÓ, hohes C og Rynkeby.